# Museo prefetturale d'arte di Kumamoto
Il Museo prefetturale d'arte di Kumamoto  (熊本県立美術館?, Kumamoto Kenritsu Bijutsukan), aperto nel 1976 nel recinto del Castello di Kumamoto, a Kumamoto, in Japan. È uno dei tanti musei del Giappone che sono supportati da una prefettura.
La collezione permanente si concentra sull'arte e l'artigianato della prefettura di Kumamoto e contiene anche opere di Renoir e Rodin. Una sala è dedicata alle repliche dei kofun decorati rinvenuti nella prefettura.